# I ragazzi di dicembre
I ragazzi di dicembre (December Boys) è un film del 2007 diretto da Rod Hardy e che ha come protagonista Daniel Radcliffe, basato parzialmente su un romanzo di Michael Noonan.

## Trama
Questo film racconta la storia di formazione dei quattro personaggi principali e di come le loro vite cambiano durante le vacanze di Natale. È ambientato nell'Australia della fine degli anni '60. Quattro ragazzi orfani di un orfanotrofio cattolico nell'entroterra australiano - Maps, Misty, Spark e Spit - sono nati tutti nel mese di dicembre e, per il loro compleanno, vengono mandati in vacanza al mare per stare con il signore e la signora McAnsh. Mentre sono lì, incontrano Fearless, un uomo che afferma di essere il motociclista a rischio nel vicino carnevale, e sua moglie Teresa. Misty, Spark e Spit si avvicinano subito a Teresa, ma Maps, il maggiore dei quattro, è ancora riluttante a parlarle. Trova invece più divertimento nel passare del tempo con Lucy, che era venuta in spiaggia per stare con suo zio. Spesso va in un posto con strane rocce e lì la incontra. Pochi giorni dopo, gli orfani sbirciano da una finestra della casa di Fearless per vedere Teresa spogliarsi, ma Misty, essendo la più religiosa dei quattro, lancia un sasso contro il muro per farli andare via. Misty torna di corsa a casa del signor McAnsh e guarda attraverso la piccola apertura di una porta per vedere qualcuno sotto la doccia, solo per scoprire che è la malaticcia signora McAnsh. 
Presto scoprono che ha un cancro al seno. Una notte, Misty sente Fearless parlare con i suoi amici della possibilità di adottare uno degli orfani. Entusiasta dell'opportunità di avere finalmente dei genitori, lo tiene per sé finché non decide di rivelarlo a un prete recatosi alla spiaggia per le confessioni degli orfani. Gli altri ragazzi si rendono conto che ci sta impiegando troppo tempo e, una volta che ha finito, glielo costringono a uscire con la minaccia che Spit gli sputi addosso mentre è inchiodato a terra. Misty, Spark e Spit sono ansiosi di competere per l'amore di Fearless e Teresa, apparentemente perfetti, ma Maps è tutt'altro che entusiasta, dicendo persino a Lucy: "Qual è il problema con i genitori, comunque?" Maps sperimenta il suo primo bacio con Lucy e presto perde la verginità con lei in una delle grotte di Remarkable Rocks. Lì, gli dice di prometterle che la ricorderà sempre come la sua prima. 
Il giorno successivo, si reca alle Remarkable Rocks, solo per scoprire che Lucy non è lì. Suo zio gli dice che ha lasciato la spiaggia per tornare da suo padre e che probabilmente non tornerà fino alla prossima estate. Con il cuore spezzato, va al luna park per trovare Fearless e parlargli, ma scopre che non è affatto un motociclista, bensì impiegato per pulire gli animali. Furioso che Fearless avesse sempre mentito, Maps trova un dipinto realizzato da Misty di lui come figlio di Fearless e Teresa e lo distrugge. Misty lo attacca e lo colpisce con i frammenti della cornice del dipinto, e il legame tra i quattro orfani si spezza. Fearless trova Maps nella grotta delle Remarkable Rocks e gli spiega cosa è realmente accaduto. Viene rivelato che Fearless era in passato un ciclista e faceva tutte le sue acrobazie con Teresa che cavalcava sul retro della bicicletta. Ci fu un incidente che tenne Teresa in ospedale per quasi un anno, rendendola incapace di avere figli. 
Questo era il motivo per cui avevano voluto adottare uno degli orfani. Maps torna alla spiaggia e scopre da Spark e Spit che Misty è entrata in acqua e sta annegando. Maps lo segue nonostante non sappia nuotare. Sia lui che Misty quasi annegano. Sott'acqua, aprono gli occhi per avere una visione della Vergine Maria, forse nel senso che stanno morendo. Prima che possano raggiungerlo, i due ragazzi vengono afferrati da Fearless e riportati a riva. Maps e Misty si riconciliano tra loro e i quattro sono di nuovo amici. Il giorno successivo, i ragazzi vengono chiamati a casa di Fearless e Teresa per un annuncio. Lì, rivelano che la coppia adotterà Misty. Si congeda dai suoi amici e guarda sulla veranda con Fearless e Teresa mentre gli altri tre orfani si allontanano e iniziano a giocare sugli scogli lungo la spiaggia. Misty si rende conto che loro sono la sua vera famiglia e chiede a Fearless e Teresa se invece può restare con loro. Accettano e lui torna a casa con gli orfani. 
Molti decenni dopo, Misty si reca sulla stessa spiaggia insieme alle ceneri di Maps, morto di recente mentre lavorava come prete in Africa per aiutare i rifugiati; e l'anello di Lucy che diede a Maps durante quella vacanza molto tempo fa. Si incontra con Spark e Spit, e lanciano le ceneri e suonano nel vento dalla collina sopra la spiaggia, ricordando Maps e il loro tempo trascorso lì, con un applauso a "The December Boys".

## Colonna sonora
La colonna sonora è firmata da Peter Cincotti con il suo singolo December Boys.